# Église Notre-Dame de Bourges
Pour les articles homonymes, voir Église Notre-Dame.
L'église Notre-Dame est une église catholique située à Bourges, dans le département du Cher, en France.

## Localisation
L'église est située rue Notre-Dame.

## Historique
Jusqu'en 1803, l'église était sous le vocable de saint Pierre et s'appelait Saint-Pierre-le-Marché.
Gaspard Thaumas de La Thaumassière a écrit dans l’Histoire de Berry qu'elle a été bâtie en 1157 sans qu'il soit possible de contrôler cette affirmation. 
Pour Paul Gauchery, elle ne daterait que du XVe siècle. Sa construction venait juste d'être terminée quand elle a été détruite par le grand incendie de Bourges, le 22 juillet 1487. En effet, certains éléments qui ont subsisté de cette église après cet incendie ne peuvent remonter au-delà du XVe siècle. Des inscriptions qui ont pu être déchiffrées rapportent des indulgences accordées par le légat d'Estouteville à Lambert Léodepart, beau-père de Jacques Cœur, qui vivait à la fin du XIVe siècle.
L'église est réparée et agrandie aux frais des paroissiens en 1520. Une tradition locale attribue à Guillaume Pelvoysin la construction de la tour-clocher se trouvant au nord de la façade occidentale, en 1525. Ces travaux auraient été surveillés par un fabricien, Pierre Alabat, seigneur de Boisjaffier, qui a donné le terrain pour la bâtir et a reçu en remerciement le droit de sépulture dans l'église. 
La porte ouverte dans la façade sud a reçu un nouveau décor en 1640, sous la direction de Michel Legendre et de Claude Bellorier.
Le chevet a été modifié au XIXe siècle. L'ancien décor de marbre du chœur de l'église Notre-Dame a été acheté par le libraire, lithographe et peintre Alphonse Joseph Charmeil et remonté dans le jardin de la maison située 14-16 rue Voltaire qu'il avait achetée en 1869.

## Protection
L'édifice est classé au titre des monuments historiques le 26 janvier 1931.

## Architecture

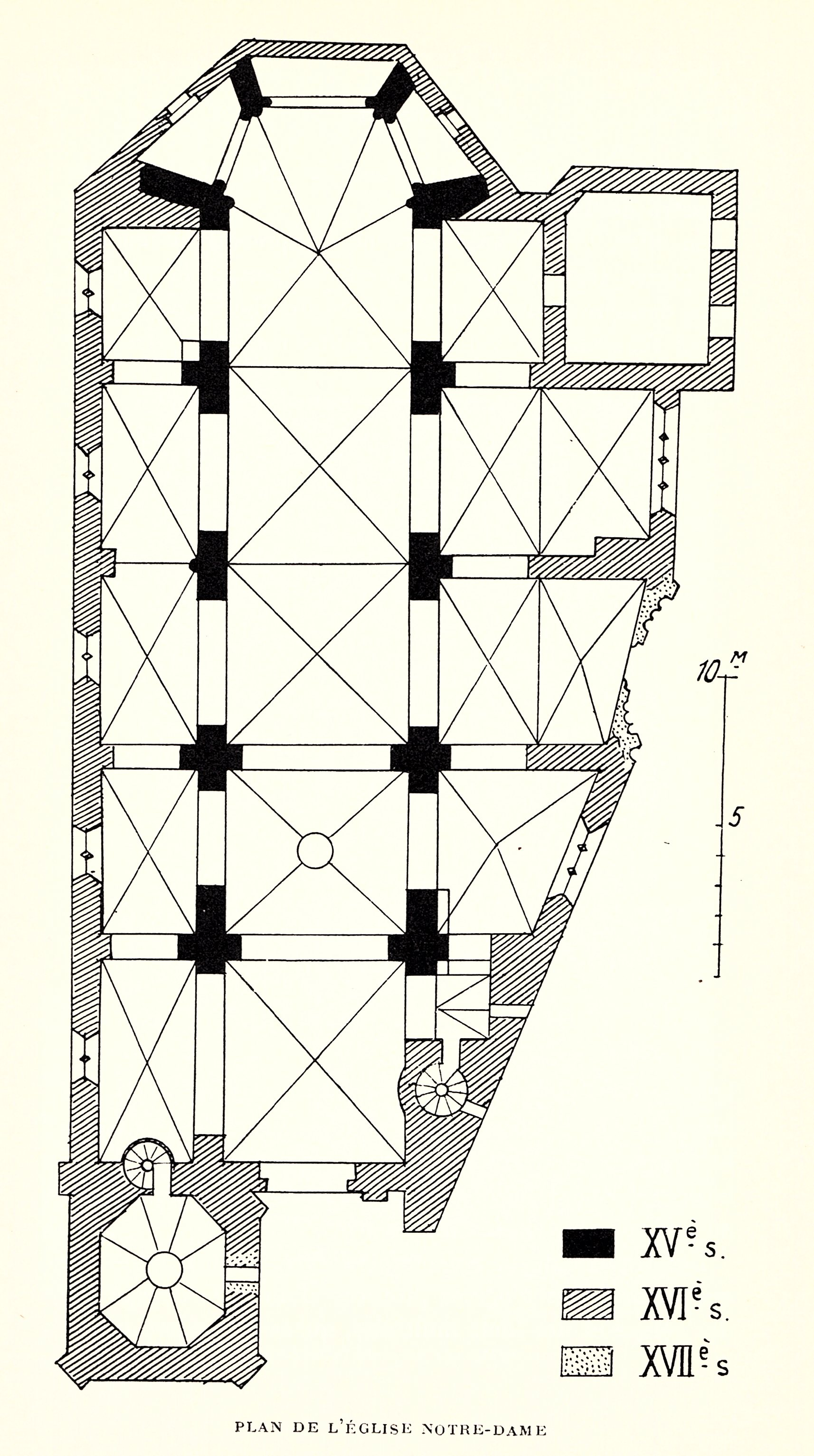
Plan de l'église Notre-Dame.
Congrès archéologique de France. Bourges. 1931

L'église comprend un nef de quatre travées avec des bas-côtés, dénuée de transept, terminée par un chevet à pans coupés, avec des chapelles disposées autour de l'abside et le long du collatéral sud, mais la voirie leur a donné un plan irrégulier.

## Mobilier
Bénitier en marbre blanc du XVIe siècle décoré de fleurs de lys et d'écussons chargés d'un aigle, avec la devise « Tout se passe et rian ne dure, ne ferme choze tant soit dure. 1507 », de provenance inconnue, peut-être de la Sainte-Chapelle de Bourges ou de l'abbaye de Saint-Ambroix.
Deux autres bénitiers, un du XVIe siècle et un autre du XIVe siècle. 

## Vitraux
Le vitrail de la vie de saint Jean-Baptiste date de la fin du XVe siècle. Le vitrail a été restauré en 1950 par les ateliers Lorin. 
Le vitrail du chevet représentant l'Assomption de Marie a été réalisé en 1861 par Louis-Victor Gesta en 1861. Ceux des saints, en 1863. L'atelier Gesta a aussi réalisé le vitrail du Sacré-Cœur, en 1863.
L'atelier de Charles Jurie, maître-verrier de Bourges, a fourni en 1883 le vitrail de sainte Élisabeth, sainte Solange et sainte Catherine de Sienne.